# 貝德福德郡大學

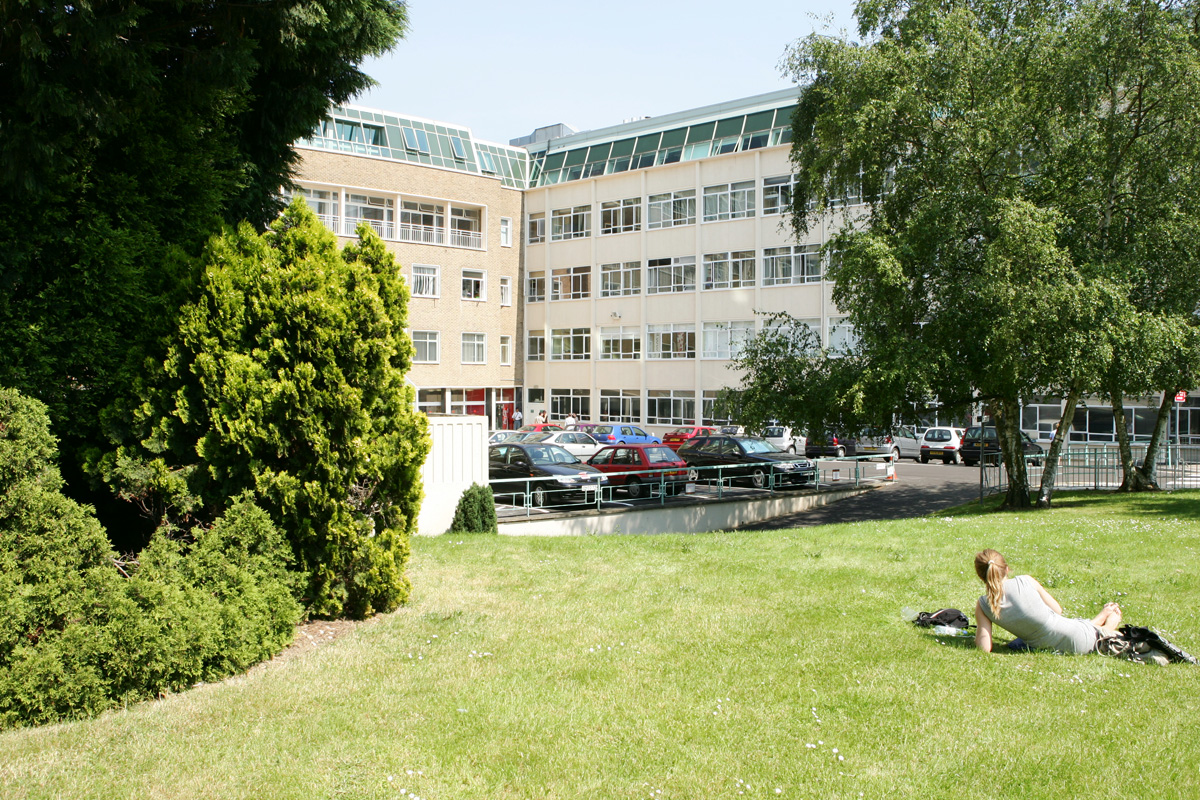
貝德福德大學魯頓校區

貝德福德大學（University of Bedfordshire）位於英國貝德福德郡兩大城市魯頓和貝德福德，這間大學在2006年8月1日由魯頓大學和德蒙福特大学的貝德福德校區合併而成，另外在米爾頓凱恩斯有分校區。

## 历史
卢顿现代学校（1908年建立）和卢顿现代技术学院（1937年建立）与卢顿技术学院、Putteridge Bury教育学院在1976年合并为卢顿高等教育学院。
1993年，升格为卢敦大学。
贝德福校区原为德蒙福特大学的校区，曾是贝德福高等教育学院校址（原1882年成立的贝德福教师培训学校和1903年的贝德福体育训练学校合并而来的）。
2006年，经过枢密院许可，卢敦大学和德蒙福特大学贝德福校区合并成立贝德福郡大学。

## 学术
該大學出現在泰晤士報高等教育世界大學排名中，排在600-800位之间。

2004年《星期天泰晤士报》将其评为“最佳新大学”。在青年大學排名中被列為世界前三百名。

2007年入圍泰晤士報最佳高等補充教育大學。

2014年進入科研評估會(Research Assessment Exercise)，同年又在卓越研究架構排名(REF Power Ranking)系統中位居22名。

該大學隨後在 2015 年因其高等教育提供的高質量和標準而受到質量保證局的讚揚，並於 2017 年在首屆卓越教學框架 (TEF) 中獲得銀獎。

## 外部連結
- University of Bedfordshire
- University of Bedfordshire Students' Union（页面存档备份，存于）